# Язычковые музыкальные инструменты
Язычковые музыкальные инструменты — деревянные духовые музыкальные инструменты с одинарными или двойными бьющими язычками ('тростями), а также инструменты со свободно проскакивающими язычками — гармоники, губные орга́ны и другие.
Некоторые орга́нные трубы также имеют бьющие металлические язычки.

## Тростевые духовые музыкальные инструменты
Основная статья: Деревянные духовые музыкальные инструменты
Среди этого семейства выделяются язычковые духовые музыкальные инструменты, источником звука в которых служит бьющий язычок, называемый тростью. Язычок колеблется в воздушной струе, выдуваемой ртом исполнителя. Высота издаваемого инструментом звука регулируется путём регулирования размера столба воздуха, заключённого внутри инструмента. Примеры инструментов: кларнет, саксофон (одинарная трость), фагот, гобой (двойная трость).

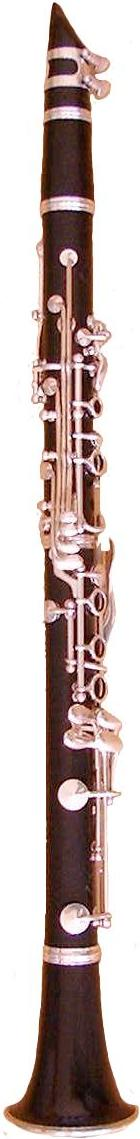
Кларнет
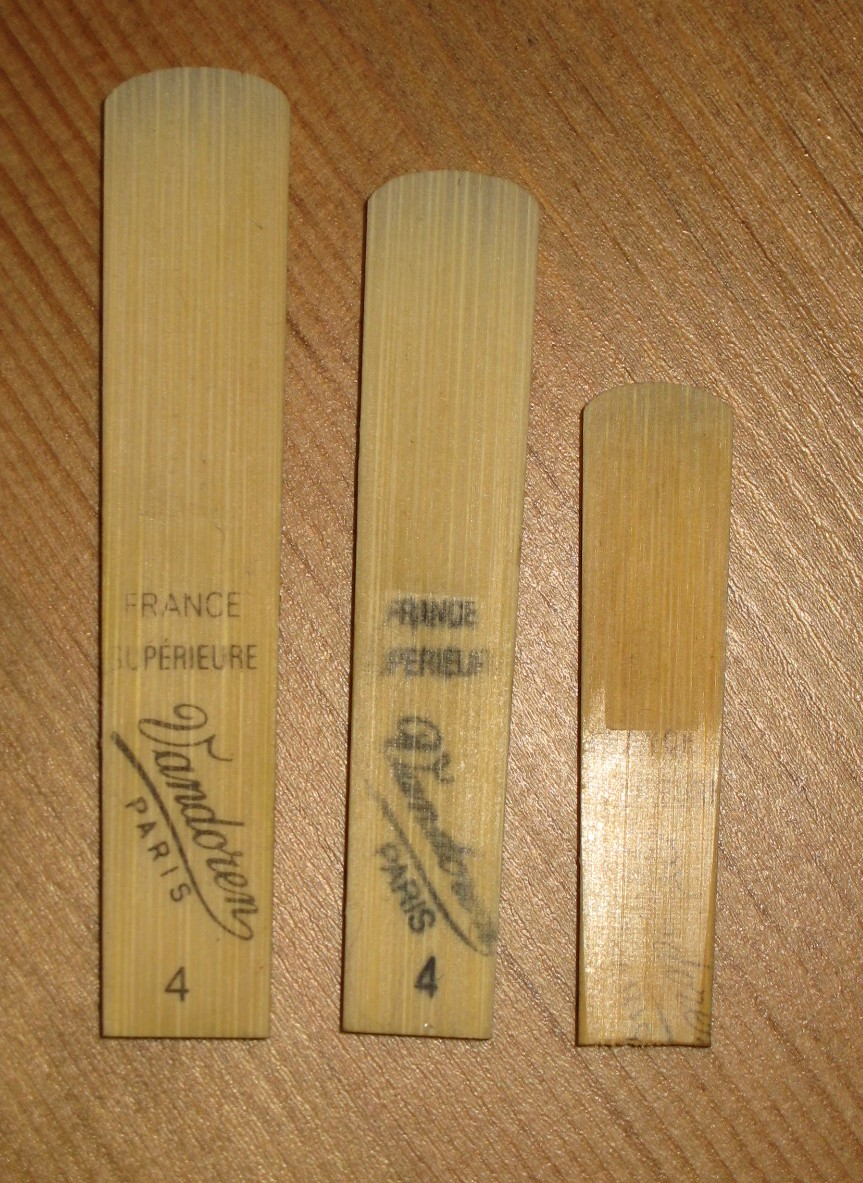
Одинарные трости различных кларнетов
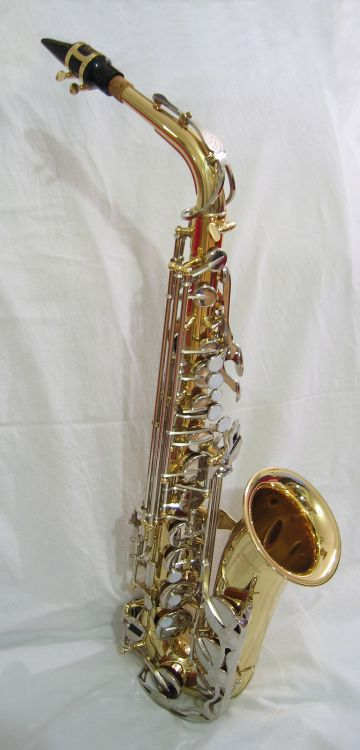
Саксофон
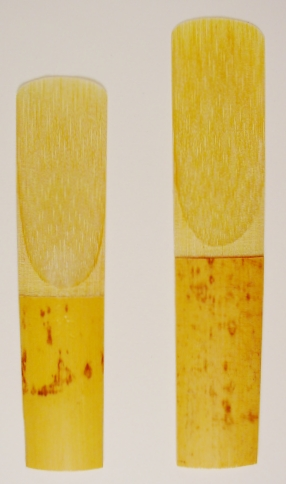
Одинарные трости различных саксофонов
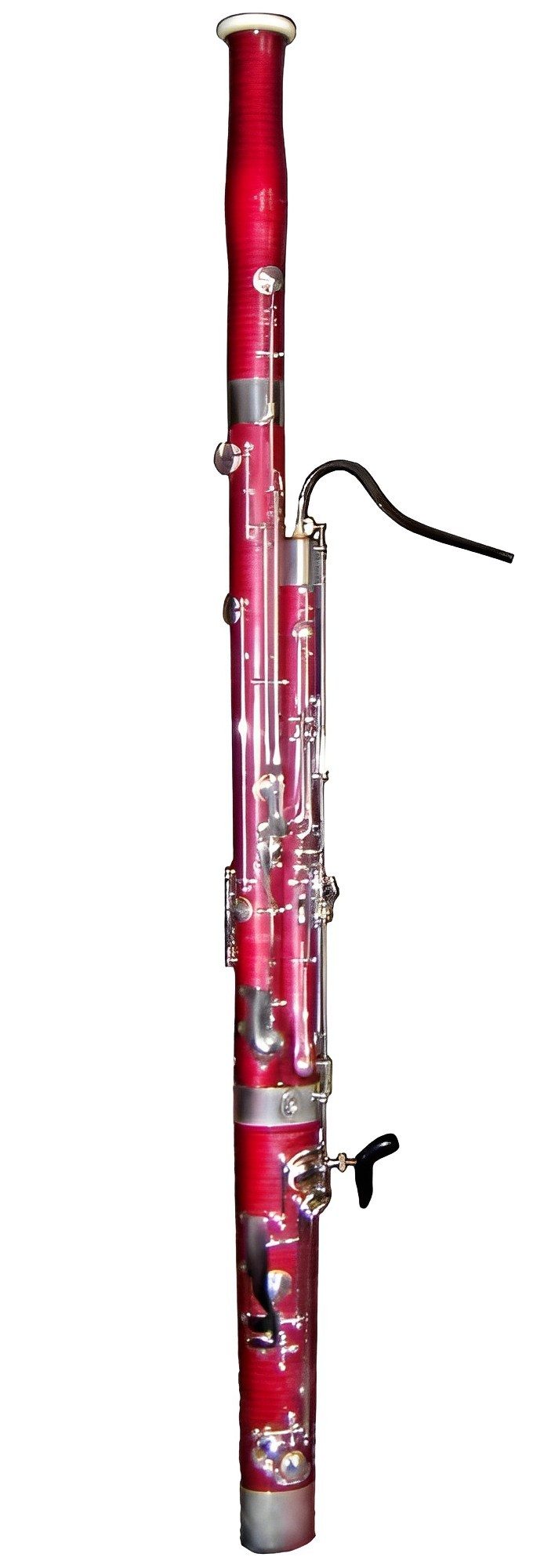
Фагот
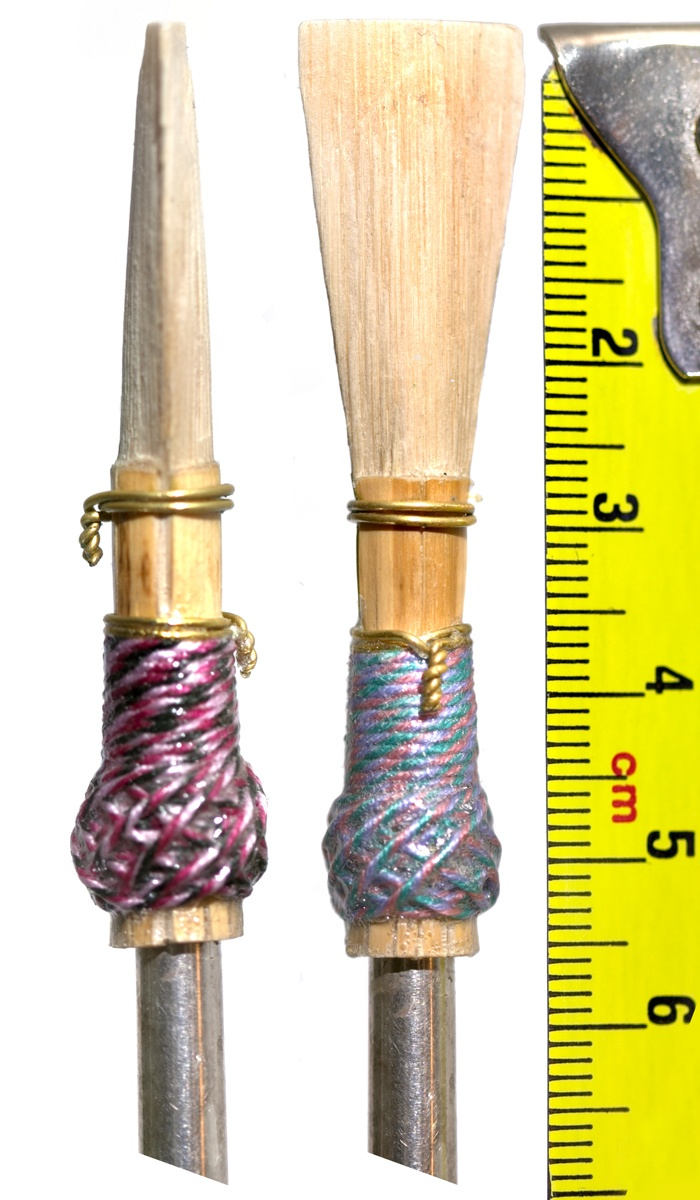
Двойная трость фагота
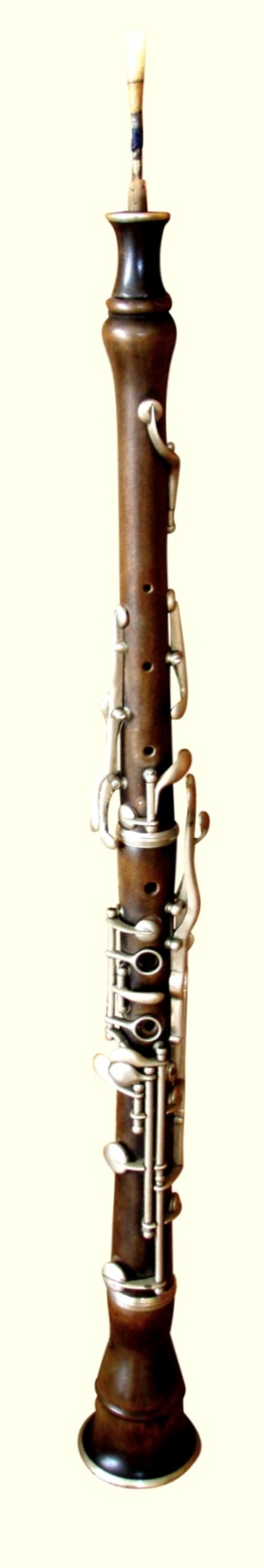
Гобой

## Инструменты со свободно проскакивающими язычками

### Духовые
- Губные орга́ны
- Бау

### Гармоники
Основная статья: Гармоника
В таких инструментах имеется несколько свободно проскакивающих в проёмах голосовой планки металлических язычков, каждый из которых издаёт звук определённого тона. Язычки колеблются в воздушном потоке, нагнетаемом при помощи меха или выдуваемом ртом исполнителя. Примеры инструментов: баян, гармонь, губная гармоника.

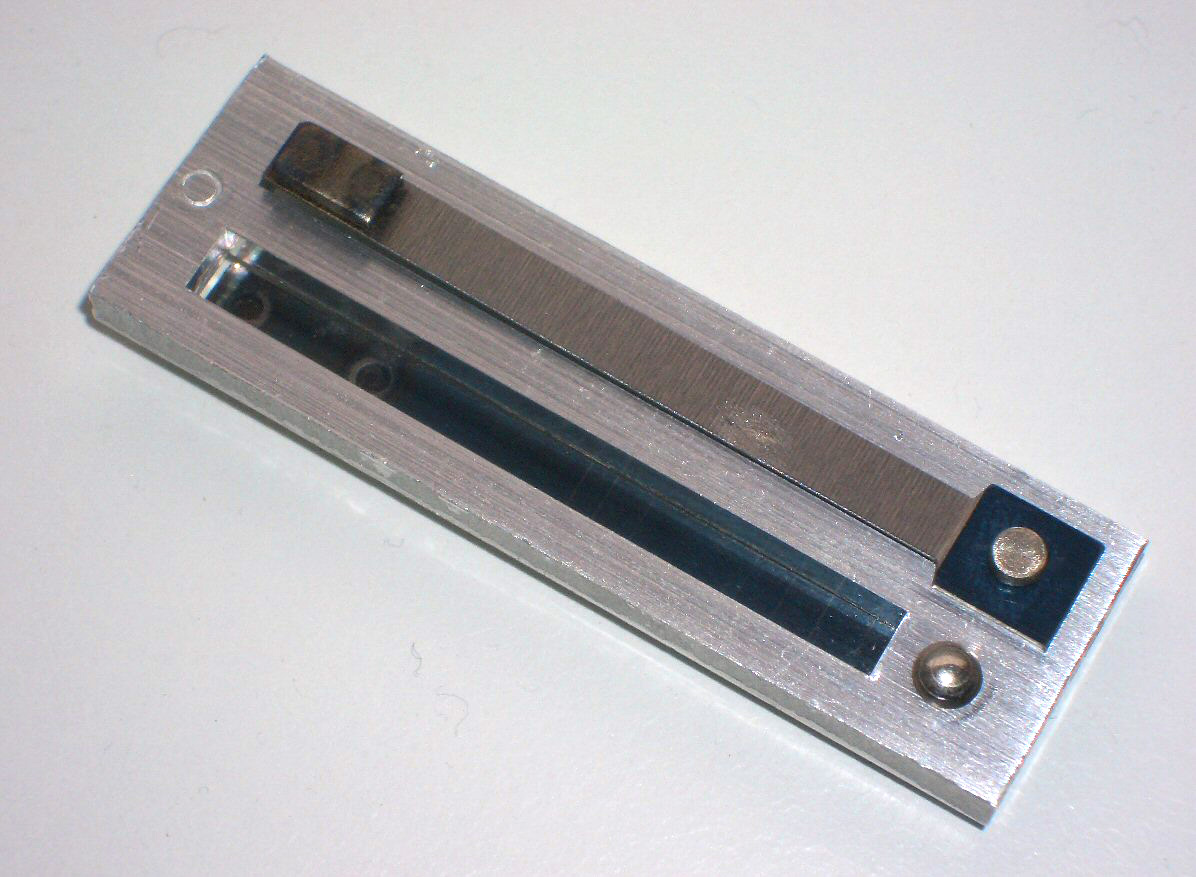
Кусковая голосовая планка ручных гармоник. Один язычок звучит на разжим меха, другой на сжим
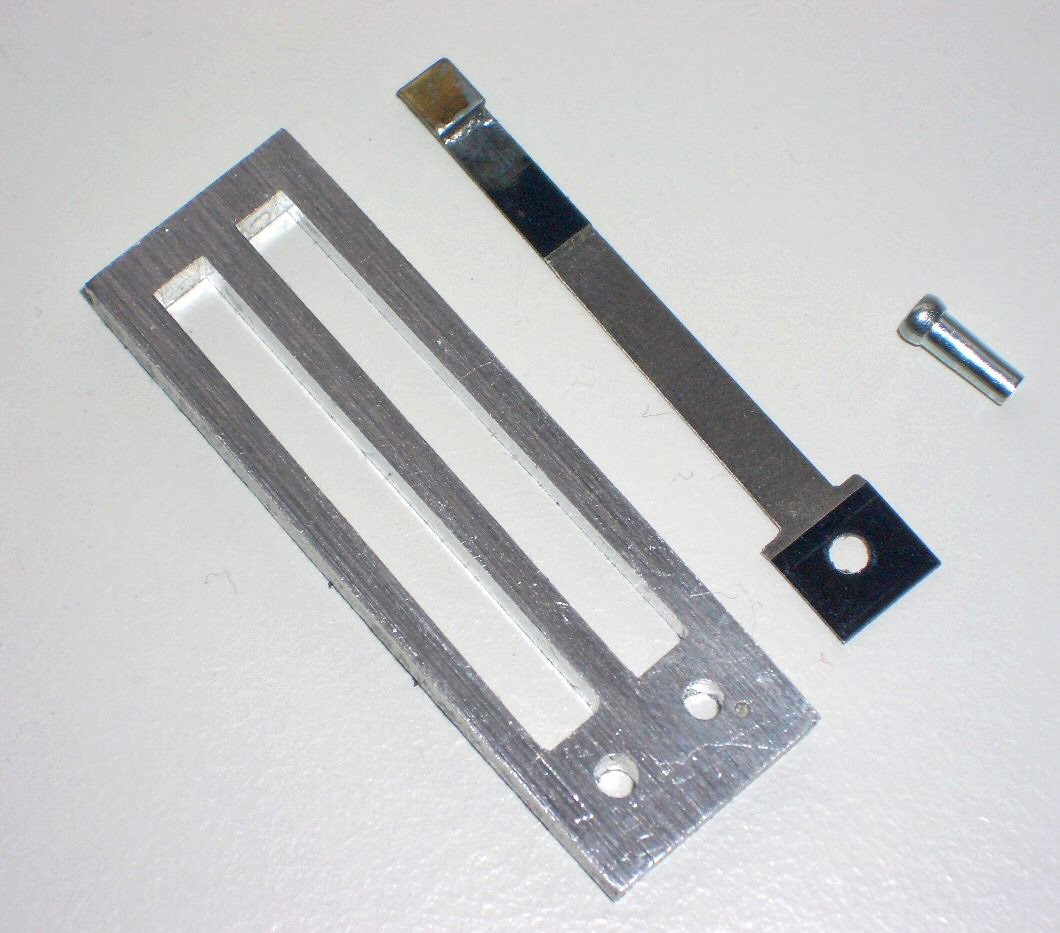
В разобранном виде
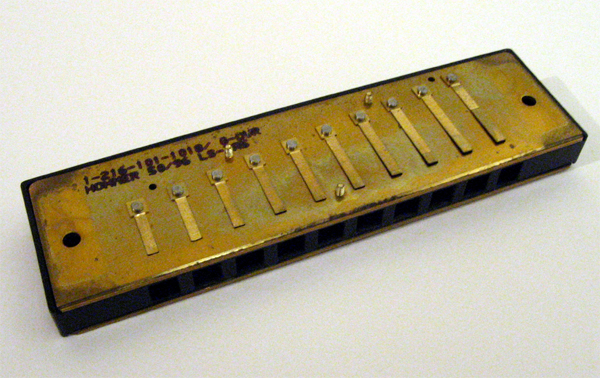
Голосовая планка губной гармоники

Колебание свободно проскакивающего язычка
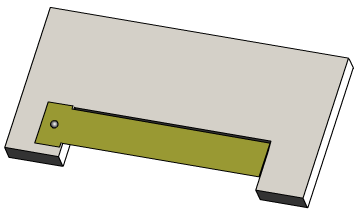
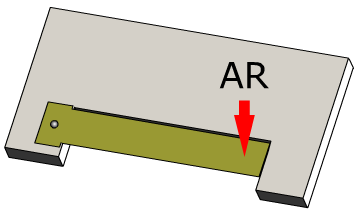
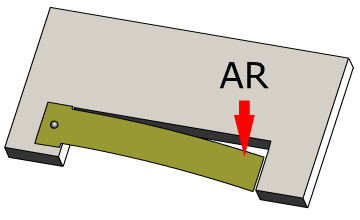
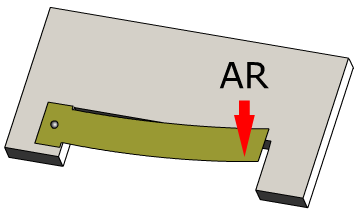

## Язычковые идиофоны
Основная статья: Идиофоны.
- Варган
- Ламеллафоны: Калимба, Маримбула, Премпенсуа.